# Montañas Gurghiu

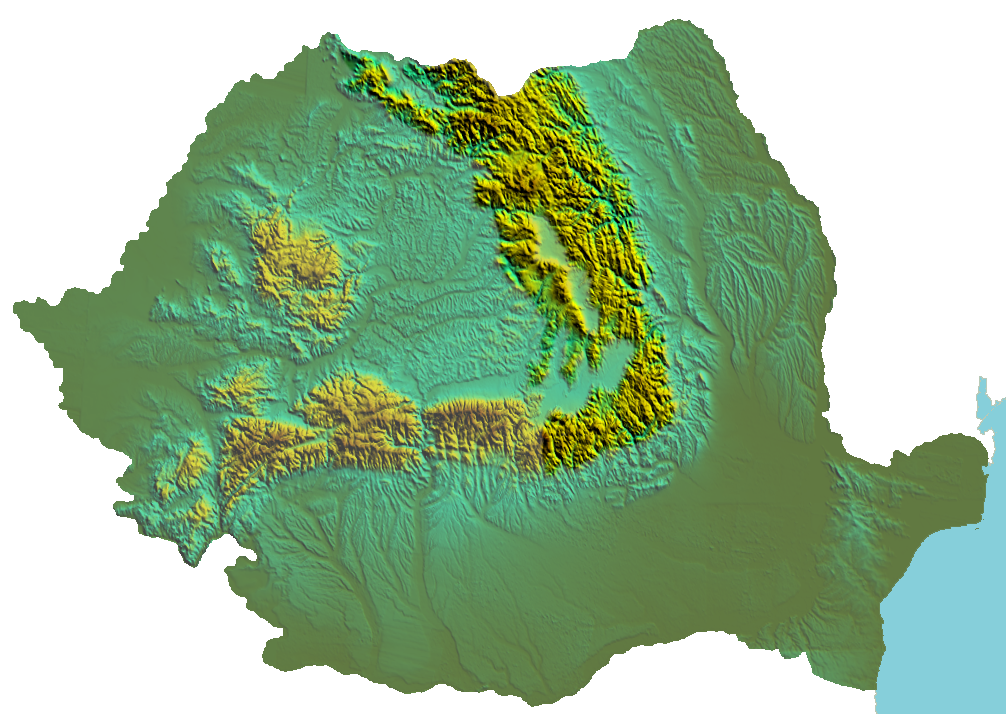
Montañas de los Cárpatos en Rumania. Las montañas Gurghiu están al norte del centro de esta imagen.

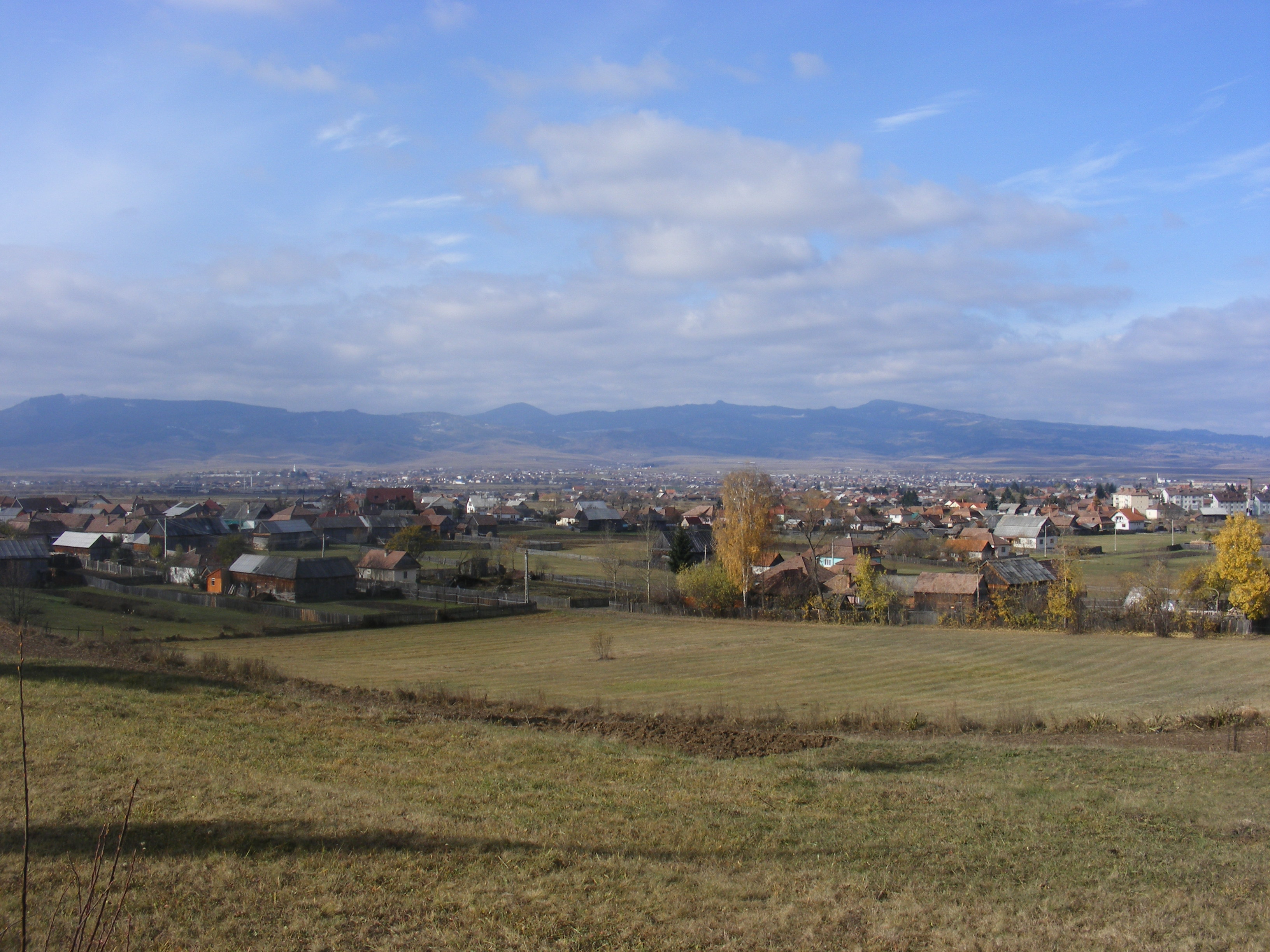
Las montañas Gurghiu vistas desde Ditrău y Remetea

Las montañas Gurghiu (rumano: Munții Gurghiu, húngaro: Görgény) son una cordillera en las montañas Căliman-Harghita de los Cárpatos orientales, Rumania, en la región de Transilvania. Cubren un área de 581.76 km².
Las montañas son relativamente bajas, pero bien arboladas y de gran belleza natural. Son conocidas por la abundancia de fauna, como ciervos, jabalíes, lobos y osos.
El pico más alto, Vârful Saca Mare, tiene 1.776 m. Entre los picos más destacados se encuentran el de Amza, de 1.695 m, el de Saca Mică, de 1.731 m, y el de Fâncelu, de 1.684 m. La precipitación media es de unos 1.200 mm y la temperatura media es de 4 °C.
Las montañas Gurghiu son parte de la cadena montañosa volcánica en el lado occidental de los Cárpatos orientales. En el norte, el río Mureș las separa de las montañas Călimani . Al sur se encuentran las montañas Harghita y el valle del río Târnava.
Las montañas se formaron durante un período de actividad volcánica hace entre 9,4 y 5,4 millones de años, comenzando en el norte y moviéndose hacia el sur.